# سزر اوزتورک
سزر اوزتورک (انگلیسی: Sezer Öztürk؛ زادهٔ ۳ نوامبر ۱۹۸۵) بازیکن فوتبال اهل ترکیه است.
از باشگاه‌هایی که در آن بازی کرده‌است می‌توان به باشگاه فوتبال بشیکتاش، باشگاه فوتبال مانیسااسپور، باشگاه فوتبال اسکی‌شهراسپور، باشگاه فوتبال فنرباغچه، باشگاه فوتبال بایر ۰۴ لورکوزن، باشگاه فوتبال استانبول باشاک‌شهر، و باشگاه فوتبال نورنبرگ اشاره کرد.
وی همچنین در تیم‌های ملی فوتبال Turkey national under-19 football team، زیر ۲۰ سال ترکیه، و Turkey national football B team بازی کرده‌است.